# Weissia balansaeana
Weissia balansaeana là một loài Rêu trong họ Pottiaceae. Loài này được (Besch.) Müll. Hal. miêu tả khoa học đầu tiên năm 1882.